# Павел Стшелецки
Сър Павел Едмунд Стшелѐцки, герб Окша (на полски: Paweł Edmund Strzelecki; на английски: Paul Edmund de Strzelecki) е полски-британски пътешественик, географ и геолог. Изследовател на Австралия, Южна и Северна Америка.

## Произход и младежки години (1797 – 1834)
Роден е на 20 юли 1797 година в имение в Глушина, днес част от град Познан, в шляхтишкото семейство на Анна (с моминско име Рачинска) и Франчишек Стшелецки. По това време Познан и района му са в пределите на Прусия и Стшелецки се ражда с пруско поданство. Завършва училище във Варшава, но така и не получава висше образование. През 1816 г. извършва първия си поход във Високите Татри. През 1818 г. постъпва в пруската армия, но скоро я напуска защото не понася изключително суровата дисциплина.
Докато е в армията Стшелецки се запознава с 15-годишната дъщеря на командващия полковник на полка и двамата решават да избягат. Заговорът им е разкрит и Стшелецки е принуден да напусне Познан. Заминава за Италия, където изучава езика и геология. Там се запознава с княз Франчишек Сапега, участник във въстанието на Тадеуш Косцюшко, който му предлага да стане управител на имението му в Полша и Стшелецки се съгласява. След смъртта на Сапега, неговият син не се спогажда с новия управител и през 1829 г. Стшелецки напуска и заминава за Великобритания.
В периода 1829 – 1834 г. Стшелецки посещава университетите в Хайделберг, Оксфорд и Единбург, и активно изучава география и геология.

## Експедиционна дейност (1834 – 1842)

### Пътешествия в Америка (1834 – 1837)
През 1834 – 1835 г. пътешества в Канада, САЩ, Мексико и Куба, и както много други по това време изследователи, за да си набира средства за своите пътешествия, продава на западноевропейските музеи геоложки и растителни колекции и различни „екзотични“ предмети.
През 1836 – 1837 г. пътешества в Югоизточна Бразилия, Уругвай, Аржентина, Средно Чили, в крайбрежните райони на Северно Чили, Перу, Еквадор, Коста Рика, Салвадор и южните, югозападните и накрая северозападните части на Мексико.

### Пътешествия по Океания (1838 – 1839) и Австралия (1839 – 1843)
През 1838 г. на британския кораб „Флай“ от Валпарайсо Стшелецки се отправя на пътешествие по Тихия океан. Посещава Маркизките и Хавайските острови, като се изкачва на вулканите Килауеа и Мауна Лоа. По молба на краля на остров Таити Помаре IV три месеца пребивава на острова. През февруари 1839 г. на френския кораб „Жюстин“ напуска Таити и се отправя към Австралия.
След пристигането си в Австралия през април 1839 г., Стшелецки започва геоложки изследвания в югоизточната част на континента, които продължават четири години. За това време той обхожда голяма част от континента и остров Тасмания. По време на изследванията си открива находища на злато в района на Батърст (Нов Южен Уелс), но по молба на губернатора Джордж Гипс запазва в тайна откритието си, за да не се допуснат вълнения сред каторжниците.
През 1840 г. изследва Югоизточна Австралия, по точно Австралийските Алпи. В началото на годината тръгва от Сидни на югозапад, пресича Големия Вододелен хребет и достига до горното течение на река Марамбиджи, като се изкачва до изворите ѝ. На 15 февруари открива и се изкачва на най-високата точка на Австралия – връх Косцюшко (2228 м). Изследва централната част на Австралийските Алпи, а след това полупланинската област Гипслънд и ѝ предсказва бъдещо селскостопанско развитие. На 12 май достига до залива Уестърн Порт (на изток от Мелбърн), а след две недели до Мелбърн.
От юни 1840 до ноември 1842 г. изследва остров Тасмания, като става първия геолог посетил острова.
През 1843 г. Стшелецки напуска Австралия и в резултат на своите четиригодишни скитания през 1845 г. написва и издава книгата „Physical description of New South Wales and van Diemen's land“ (1845) (в превод „Физическо описание на Нов Южен Уелс и Вандименова Земя“), за която е удостоен със златен медал от Кралското географско дружество в Лондон. Същата година става британски гражданин.

## Следващи години (1843 – 1873)
През втората половина на 40-те години на XIX в. в Ирландия настава масов глад. През януари 1847 г. Стшелецки като британски поданик е назначен за агент по разпределението на продоволствията за бедстващите ирландски граждани. Той работи самоотвержено, даже и когато през април заболява от коремен тиф. През същата година е повишен в длъжността комисар в Дъблин. За заслугите си в борбата с глада на Стшелецки му е присъдено рицарско звание.
По време на Кримската война (1853 – 1856) участва в дейността но комитета основан от Флоранс Найтингейл, а след войната посещава Крим с дипломатическа цел. В последните години от живота си Стшелецки е удостоен с множество награди: става член на Кралското географско дружество (1853), Лондонското кралско дружество (1853), защитава докторска степен по гражданско право в Оксфордския университет (1860), награден с ордените Свети Михаил и Свети Георги (1869).
Умира в Лондон на 6 октомври 1873 година.

## Памет
Неговото име носят:
- връх Маунт Стшелецки (21°09′ ю. ш. 133°53′ и. д. / 21.15° ю. ш. 133.883333° и. д., 631 м), в Австралия, Северна територия;
- връх Стшелецки (40°12′ ю. ш. 148°05′ и. д. / 40.2° ю. ш. 148.083333° и. д., 764 м), в Австралия, на остров Флиндърс, между Австралия и остров Тасмания;
- възвишение Стшелецки (38°20′ ю. ш. 145°56′ и. д. / 38.333333° ю. ш. 145.933333° и. д.), в Австралия, щата Виктория;
- град Стшелецки (40°15′ ю. ш. 148°05′ и. д. / 40.25° ю. ш. 148.083333° и. д.), в Австралия, на остров Флиндърс, между Австралия и остров Тасмания;
- залив Стшелецки (72°14′ с. ш. 96°33′ з. д. / 72.233333° с. ш. 96.55° з. д.), на източното крайбрежие на остров Принц Уелски, в Канадския арктичен архипелаг;
- национален парк Стшелецки (40°13′ ю. ш. 148°06′ и. д. / 40.216667° ю. ш. 148.1° и. д.), в Австралия, на остров Флиндърс, между Австралия и остров Тасмания;
- пустиня Стшелецки (27°41′ ю. ш. 140°25′ и. д. / 27.683333° ю. ш. 140.416667° и. д.), в Австралия, в североизточната част на щата Южна Австралия;
- река Стшелецки (30°18′ ю. ш. 140°18′ и. д. / 30.3° ю. ш. 140.3° и. д.), в Централна Австралия.